# Birgitte Haldorsdatter
Birgitte Haldorsdatter eller Birgit Haldorsdaater, var en norsk kvinna som dömdes för häxeri i Oppland 1715. Hennes mål är det sista dokumenterade trolldomsmålet som ledde till en fällande dom. 
Hon ställdes inför rätta åtalad för att ha utövat illasinnat häxeri mot Hans Ernst Stenbach. Hon ska ha lagt en läderpåse som innehöll aska, hårstrån och naglar i Stenbachs bröllopsbädd för att förbanna den. Motivet tros ha varit att han hade brutit sitt äktenskapslöfte till henne för att gifta sig med en annan. 
Den 10 mars 1715 dömdes hon på Sørum tingsstuga till livstids fängelse på spinnhuset. 
Ett samtida dokument beskriver fallet:
Dend 1ste martj paa Sørum tingstue udj Ourdals præstegield j Walders, er Birgit Haldorsdaater dømbt sin lifs tiid til spindehusit, og sin hofuit laad frobrut, formedelst hun hafuer ind vichlet sig udj diefulsche konster, som med en pose, hvor udj schal hafue werrit negler, haar og asche, og den practiserit udj Hans Ernst Stenbachs brudeseng, hvor ved hun hans helbred schal hafue betaget med u=lidelig pine og smerte, hun hafuer ingen hofuit laad eller midler efter almuens tilstand, saa som hun er en løess og ledig qvindes person.
Hon var, utifrån de dokument som finns bevarade, den sista person i Norge som dömts skyldig till trolldom. Den sista som avrättades för trolldom i Norge var Johanne Nielsdatter 1695, och den sista som åtalades var Siri Jørgensdatter 1730. 